# Spiliá (Achaïe)
Spiliá (grec moderne : Σπηλιά) est une localité située dans le dème de Kalávryta, dans le district régional d'Achaïe, dans la périphérie de Grèce-Occidentale, en Grèce.
Selon le recensement de 2011, elle compte 5 habitants.